# Convenção da Haia sobre os Aspectos Civis do Sequestro Internacional de Crianças
A Convenção da Haia sobre os Aspectos Civis do Sequestro Internacional de Crianças(português brasileiro) ou Convenção sobre os Aspectos Civis do Rapto Internacional de Crianças (português europeu) é um tratado multilateral que objetiva assegurar o retorno imediato de crianças ilicitamente transferidas para qualquer Estados-membro (ou nele retidas indevidamente) e fazer respeitar de maneira efetiva os direitos de guarda e de visita existentes entre os países.
É uma das várias convenções na área do direito internacional privado da Conferência da Haia (HCCH), tendo sido concluída em 25 de outubro de 1980 e entrado em vigor entre os países signatários em 1º de dezembro de 1983.

## Procedimento
A Convenção prevê procedimentos para devolver uma criança subtraída internacionalmente por um dos pais ou rersponsáveis legais de um Estado-membro para outro. A Convenção aplica-se apenas a crianças menores de 16 anos.
A principal intenção do tratado é restabelecer a situação anterior à subtração ou retenção existente imediatamente antes de uma alegada remoção ou retenção indevida, impedindo assim um pai/mãe/responsável de cruzar fronteiras internacionais em busca de um tribunal mais compreensivo (atitude chamada no direito internacional de forum shopping).
De acordo com a Convenção, cada Estado contratante é obrigado a designar uma autoridade central para lidar com o tema.
O Brasil  aderiu à convenção e a internalizou por meio do Decreto 3.413, de 14 de abril de 2000, tendo designado como Autoridade Central Administrativa Federal – ACAF para este tratado, e também para a Convenção da Haia sobre adoção internacional, a Secretaria Especial de Direitos Humanos, que atua nos termos do artigo 6º do tratado.
Antes da Convenção, os pedidos relativos à matéria dependiam dos canais clássicos da cooperação jurídica internacional, ou seja, eram tramitado por meio de cartas rogatórias e dependiam da homologação de sentenças estrangeiras que determinassem a guarda, em um processo que era lento e custoso.

## Terminologia
O termo "sequestro" usado na Convenção significa subtração ou abdução, em uma perspectiva civil, e não se confunde com o termo usado no direito penal (para esta acepção, ver sequestro). Como a subtração é feita por alguém, geralmente, bastante próximo à criança, faltam os elementos que a caracterizariam como um ilícito penal (o uso de violência ou o objetivo de receber resgate, por exemplo). A Convenção lida bastante com casos em que, após a dissolução conjugal,  um dos cônjuges, que é de outra nacionalidade ou habitava outro país anteriormente, para o qual quer voltar, transfere a criança  independente da autorização ou regulamentação do outro ex-cônjuge.
Apesar das críticas ao termo, o Brasil manteve o termo "sequestro" ao promulgar a Convenção.

Nos países de língua inglesa utilizou-se o termo "abduction", que significa o traslado ilícito de uma pessoa (no caso, uma criança) para outro país mediante o uso de força ou fraude. A versão francesa da Convenção adota o termo "enlèvement", que significa retirada, remoção. Em Portugal o termo foi traduzido para "rapto", o que tem cabimento na legislação portuguesa, mas não na brasileira, onde o significado é também diverso. No Brasil, curiosamente, optou-se pela utilização do termo "sequestro" o que, por não corresponder ao tipo previsto em nossa legislação civil ou penal, tem causado certa perplexidade entre os operadores do Direito e mesmo um pouco de incompreensão no plano interno.
A utilização do termo "sequestro" tem causado repulsa até mesmo entre os pais que o cometem, por estar ligado à subtração de pessoas com o objetivo de obter dinheiro ou vantagem financeira, o que não é o caso. Um ajuste na tradução do texto original da Convenção para o português seria bem recebido, para aplacar muitas dúvidas e mal-entendidos.
A Convenção não altera quaisquer direitos substantivos dos pais ou da criança. A Convenção exige que um tribunal perante o qual uma ação da Convenção da Haia seja movida não deve considerar o mérito de qualquer disputa de custódia de criança subjacente, mas deve determinar apenas o país em que essa disputa deve ser julgada. O retorno da criança é para o país membro e não especificamente para o progenitor deixado para trás.

## Estados-partes
Até julho de 2024, havia 103 partes na convenção. Os últimos estados a aderir à Convenção foram Botswana e Cabo Verde, em 2022.